# Nils Holgersson csodálatos utazása a vadludakkal
A Nils Holgersson csodálatos utazása a vadludakkal svéd–csehszlovák–japán televíziós animesorozat, amelyet 1980-tól 1981-ig, 52 részen át vetített az NHK. Az eredeti mű 1906-1907-ben jelent meg Selma Lagerlöf könyveként Nils Holgersson csodálatos utazása Svédországon át címmel (Nils Holgerssons underbara resa genom Sverige). A sorozatot a Studio Pierrot készítette, Toriumi Hiszajuki és Osii Mamoru rendezte. Ez volt a Studio Pierrot legelső sorozata. A sorozat alapján egy egész estés filmváltozat is készült.

## A sorozat története és bemutatásának visszhangja
A sorozatot 1980-ban mutatták be, Nils no Fushigi na Tabi címen Hiszajuki Toriumi rendezésében, és attól fogva nagyon keresett rajzfilm lett. Selma Lagerlöf regényén alapszik, s egy fejezetet foglal egy epizódba. A rajzfilm 1988. január 4-én érkezett meg Magyarországra, és itthon is hódított, a nagy népszerűségére való tekintettel a következő évben ismételten levetítette a Magyar Televízió. A szinkronhangok között kiemelkedő volt Hacser Józsa Pocokja. A főszereplő, azaz Nils magyar hangja Szerednyey Béla volt.
A sorozat sokáig az M1-n, M2-n futott, illetve 1999. január 3-án a Duna TV-n, és később a Minimaxon, de utóbbi csatornákon a 27. epizódtól már új szinkronhangokkal vetítették. Ennek oka, hogy a sorozat második felének tekercsei megsérültek a Magyar Televízió archívumában, ezért azok a szinkronok elvesztek. Emellett, Akka, a tojó lúd magyar hangja eredetileg Gruber Hugóé volt, viszont az újragyártott szinkronban már Pásztor Erzsi szinkronizálta. Később a Minimax is vetíteni kezdte, az első felét a meglévő, a második felét az újragyártott szinkronnal. 2008 januárjától júliusáig hétvégenként az M2-n futott esti meseként, majd 2009 júliusától szeptember 23-ig naponta futott ugyanezen a csatornán, végig az eredeti szinkronnal. Majd 2013-tól rendszeresen újra adásba tűzi.
Magyarországon a Nils Holgersson volt az első magyar szinkronos szappanopera-hosszúságú rajzfilmsorozat. Őt követte a Maja, a méhecske. A Nils Holgersson 1987 decembere és 1992 áprilisa között képregény formájában is megjelent magyarul.

## Epizódok

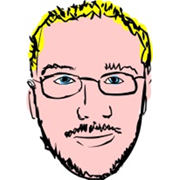
Akka és Nils

1. A kis manó
2. A vadludak hívó szava
3. Szmöre, a róka
4. Mókuscsemeték
5. Vittskövle kastélya
6. A vadludak játéka
7. Zivatarban
8. Glimminge kastélya
9. Az állatok nagy ünnepi játéka
10. Karlskrona kikötőváros
11. Éjszaka a Ronneby folyónál
12. Pelyheske
13. A pokol kapuja
14. Viharos Hojsza, a boszorkány
15. Az elsüllyedt város
16. Sunnerbo kincse
17. Süke-bóka
18. Gyuró, a csalimadár
19. A nagy madártó
20. Boci Barna
21. Az özvegy vízisikló
22. A kőszívű parasztgazda
23. A medvecsalád
24. Uppsala
25. A Walpurgis-éj
26. A hattyúkirály
27. Csapdában a holló
28. A dalarnai kovács
29. Szép szárnyú és Aranyszemű
30. A házőrző kutya
31. Hegedűs Clement
32. Gorgó, a sas
33. Éhség
34. Az állatok szilvesztere
35. Az erdőtűz
36. A madarak veszekedése
37. A Fagyherceg
38. Asa és Máté
39. Tavasz Lappföldön
40. Az elrabolt fióka
41. Nyár Lappföldön
42. Finn-Malin
43. Búcsú Gorgótól
44. Az elvarázsolt kert
45. Kaland a barlangban
46. Alku a sirályokkal
47. Thor isten és az óriások
48. Búcsú Szmörétől
49. A nehéz döntés
50. A sziklasziget kincse
51. A hazatérés
52. Búcsú a vadludaktól

## Szereplők

### Főbb szereplők/ Állandó szereplők
- Nils Holgersson: A történet főszereplője. Az eldugott kis faluban, Västra Vemmenhögben élő Holger Nilsson és feleségének fia. Rossz magaviseletéért egy kis manó elátkozza, és törpévé változtatja. Ezután Márton lúd hátán csatlakozik a vadludakhoz. Az utazás során megtanulja szeretni az állatokat, sok jót tesz, sok állaton és emberen segít, és igaz barátokra talál.
- Pocok: Nils kis hörcsöge, akit Nils szülei gondoznak. Ő is összezsugorodik Nilsszel együtt, és csatlakozik a vadludakhoz. Mielőtt elvarázsolták, Nils vele is rosszul bánt. De miután Nils is összemegy, megbocsát neki, és jó barátok lesznek. Az egyik epizódban említést tesz róla, hogy az igazi neve valójában Karotta.
- Márton: Nilsék jóindulatú, de butácska házilúdja. Az elején ő is bosszút akar állni Nilsen, amiért rosszul bánt vele. De miután csatlakoznak a vadlúdcsapathoz, idővel megszereti, és igaz barátokká válnak. Minden erejével azon van, hogy megfeleljen Akkának, ami nehezen megy neki, de végül sikerül.
- Tornyosfellegi (a filmben: Kákalaki) Akka: Az öreg vezérlúd, aki már majdnem 100 éves. Szigorú - de igazságos - vezető, a sorozat elején felkarolja Mártont, és befogadja a vadlúd-csapatjába.
- Szmöre, avagy Ravaszdi: A gonosz róka. A sorozat fő negatív szereplője. A 3. részben szerepel először. Öreg tapasztalt róka, de a vadlúd csapattal folytatott harcaiban általában ő húzza a rövidebbet. Az egész utazás alatt végig követi Akka csapatát. De egy idő után már nem a vadludak lesznek a célpontjai, hanem Nils. A 48. részben szerepel utoljára.
- Ingrid: Vadlúd. Akka csapatának egyik tagja, aki kezdettől fogva kedves Mártonnal. Amikor a többiek kicsúfolják és lenézik a fehér gúnárt, a védelmére kel. Egyszer Szmöre elrabolta, de Nils megmentette.
- Gunner: Szigorú, katonásan fegyelmezett vadlúd. Akka első számú bizalmasa. Eleinte nem igazán szerette Nilséket.
- Siri: Vadlúd. Szintén Akka csapatának tagja. A csapat "énekesnője". Bár e képességeit a vadludak kevésbé díjazzák.
- Gustav (Guszter): Undok vadlúd, aki ki nem állhatja a csapat új tagjait. Ha teheti, mindig keresztbe tesz Nilséknek.
- Lasse: Együgyű, falánk vadlúd. Gustav jó barátja. Állandóan az éhségével harcol. Eleinte ő sem kedveli annyira Nilséket, de idővel megszereti őket.
- Pelyheske: Vadlúd. Márton szerelme. A 12. résztől szerepel. Nils meggyógyította, amikor eltörött a szárnya. Ezután csatlakozott Akka csapatához. Rendkívül szeretik az állatok, két nővére viszont ki nem állhatja őt.
- Gorgó: Egy sas. Lappföldön született. A szüleit lelőtték, és Akka nevelte fel. Amikor Nils elszakadt a vadludaktól, az ő segítségével jutott el Lappföldre (miután kiszabadította az állatkertből). A 32. résztől a 43. részig szerepel.

### Visszatérő szereplők
- Manó: Ő változtatja Nilset törpévé a rossz magaviselete miatt és amiért vele is rosszul bánt. Az 1. és a 2. epizódban láthatjuk először. Később feltűnik még a 8., a 30., illetve az utolsó részben. Morcos, szeszélyes öregemberként mutatkozik. Nehezen hiszi el, hogy Nils valóban megváltozott.
- Gereben: Nilsék háza felett fészkelő, kicsit hóbortos gólya. A sorozat egyes epizódjaiban tűnik fel.Egyszer ő viszi vissza Nilset a csapathoz, s a Manót is Akkához repíti.
- Batuka: Az öreg holló. Akka jó barátja. A sorozat egyes epizódjában tűnik fel. Ő viszi a hírt Akkának, hogy mi az ára annak, hogy a Manó visszavarázsolja Nilset. Egyszer bent ragadt egy elhagyatott kunyhóban, ahonnan Nils szabadította ki.
- Asa és kis Máté: A szomszéd gyerekek Västra Vemmenhögben. Az 1. részben szerepelnek először. Később a 14., a 38., illetve az utolsó két részben tűnnek fel. Egészen Lappföldig mennek, hogy megkeressék az apjukat, aki Nils segítségével sikerül nekik.
- Nils szülei: Édesapja, Holger Nilsson. Édesanyja nevét nem említik - a könyvben édesapja nevét sem. Szorgalmas, dolgos emberek. Földműveléssel foglalkoznak. Az első két, illetve az utolsó két részben szerepelnek.
- Clement: Egy öreg hegedűs, akinek egy vadász eladta Nilset. Végül megesett a szíve a fiún, és szabadon engedte. Később ismét találkoztak. A 31. és a 34. részben szerepel.
- John Asason: Asa és kis Máté édesapja. A 38., illetve az utolsó két részben szerepel.

## A Magyar Televízió által készített szinkron
- Mesélő: Földi Teri
- Nils Holgersson: Szerednyey Béla
- Holger Nilsson, Nils apja: Jakab Csaba
- Nils anyja: Simorjay Emese
- Pocok: Hacser Józsa
- Márton: Márton András
- Akka: Gruber Hugó
- Gunner: Kassai Károly
- Guszter: Felföldi László
- Lasse: Bor Zoltán
- Ingrid: Földessy Margit
- Siri: Radó Denise
- Pelyheske: Vándor Éva, Balogh Erika
- Szmöre: Józsa Imre
- Manó: Szacsvay László
- Asa: Szabados Zsuzsa
- Máté: Pusztaszeri Kornél
- Gorgó: Csernák János, Melis Gábor
- Gereben, a gólya: Halász Aranka
- Vezér Róka: Dobránszky Zoltán
- Egy patkány: Kerekes József
- XI. Károly (Bádogkirály): Pathó István
- Rosenbom: Horváth László
- Kapitány: Horváth Gyula
- Viharos Hojsza / Medve mama: Czigány Judit
- Mamaboci: Győri Ilona
- Boci Barna: Tahi József
- Özvegy vízisikló: Borbás Gabi
- Medve / Medve papa: Szabó Ottó
- Hegedűs Clement: Simon György
- Szép szárnyú: Für Anikó
- Aranyszemű: Tóth Enikő
- Pelyhes apja: Kun Vilmos
- Pelyhes anyja: Olsavszky Éva
- Rókalány: Détár Enikő

És még sokan mások: Bagó Bertalan, Bartus Gyula, Beregi Péter, Bodor Tibor, Botár Endre, Buss Gyula, Cs. Németh Lajos, Csankó Zoltán, Czigány Judit, Dallos Szilvia, Detre Annamária, Dobránszky Zoltán, Dózsa László, Elekes Pál, Erdélyi Mari, Farkas Antal, Farkasinszky Edit, Feleki Sári, Forgács Péter, Gáspár Sándor, Gáti Oszkár, Gergely Róbert, Győri Ilona, Hankó Attila, Haraszin Tibor, Hollósi Frigyes, Huszár László, Jani Ildikó, Juhász Károly, Kádár Flóra, Kautzky Armand, Kerekes József, Kiss Erika, Kökényessy Ági, Konrád Antal, Koroknay Géza, Láng József, Leisen Antal, Magda Gabi, Malcsiner Péter, Maros Gábor, Melis Gábor, Nagy Anna, Németh Gábor, Orosz István, Pákozdi János, Papp János, Pásztor Erzsi, Pusztaszeri Kornél, Quintus Konrád, Rátonyi Hajni, Rosta Sándor, Rubold Ödön, Rudolf Péter, Sáfár Anikó, Sándor Iza, Simonyi Balázs, Somlai Edina, Sörös Sándor, Szabó Éva, Szokol Péter, Tahi József, Ujlaki Dénes, Usztics Mátyás, Vajay Erzsi, Varga T. József, Várkonyi András, Velenczey István, Wohlmuth István, Zubornyák Zoltán stb.

## Érdekességek
- A rajzfilm sorozatban ugyan nem említik Nils korát, de a regény szerint 14 éves volt, amikor elvarázsolták.
- A regény szerint Nils utazása a vadludakkal március 20-án kezdődik, és ugyanazon év november 8-án ér véget.
- A regény szerint a történet 1898-ban játszódik.

## Eltérések Lagerlöf regényétől
Selma Lagerlöf története szolgáltatta ugyan az alapot a rajzfilmhez, de attól néhány apróbb dologban eltér. A regényben nem szerepel Pocok, és nincsenek visszatérő szereplők, mint a sorozatban Szmöre, a róka. A regényben a magyar fordítás nevei nem egyeznek, egyedül Mártoné. Nils kalandjainak képregénykiadása a rajzfilmen alapult (például a névadások), ezért a regénytől egységesen különböznek.